# Real Love (canción de Clean Bandit y Jess Glynne)
«Real Love» es una canción realizada por el grupo británico Clean Bandit y la cantante Jess Glynne. Fue lanzada el 16 de noviembre de 2014 como sencillo, tomada de la edición especial del álbum del grupo de Clean Bandit New Eyes. El grupo y la cantante han colaborado previamente en la canción «Rather Be».
La canción está compuesta por Richard Boardman, Robert Harvey, Cleo Tighe, Sarah Blanchard, Jessica Glynne, Janee Bennett, Jack Patterson, y Grace Chatto. Mientras que la producción estuvo a cargo de Clean Bandit, Starsmith y The Six.

## Antecedentes
Tras el éxito de la canción de Clean Bandit "Rather Be", donde apareció Glynne, decidieron colaborar de nuevo después de la escritura colectiva "The Six les presentó "Real Love". Fue lanzado el 16 de noviembre de 2014, como una descarga digital.

## Rendimiento comercial
En la lista UK Singles Chart, la canción debutó en el número 2 marcando el tercer top 10 en el Reino Unido de Clean Bandit y el cuarto top 10 de Glynne en el Reino Unido. En Europa, la canción es también un éxito notable.

## Video musical
El video musical fue producido y dirigido por los propios integrantes de la banda y cuenta con sus fanes haciendo muestras de amor y afecto, intercalados con clips de Clean Bandit y Jess Glynne interpretando la canción frente a un público y en un estudio.
El video fue lanzado el 20 de octubre de 2014 y desde entonces ha recibido más de 25 millones de visitas.[cita requerida]

## Listado de canciones
Descarga digital
1. "Real Love" – 3:39

Descarga digital – Remixes
1. "Real Love" (Tough Love Remix) – 5:38
2. "Real Love" (Henry Krinkle Remix) – 4:59
3. "Real Love" (SKT Remix) – 5:07
4. "Real Love" (Extended) – 4:59

## Posicionamiento en las listas

### Semanales
| País           | Lista (2014)                 | Mejor posición |      |
| 2014           | 2014                         | 2014           | 2014 |
| -------------- | ---------------------------- | -------------- | ---- |
| Alemania       | Media Control Charts         | 2              |      |
| Austria        | Ö3 Austria Top 40            | 34             |      |
| Australia      | ARIA Singles Chart           | 13             |      |
| Bélgica        | Ultratip flamenca            | 9              |      |
| Bélgica        | Ultratip valona              | 16             |      |
| Colombia       | Monitor Latino - Inglés      | 9              |      |
| Croacia        | Croatian Airplay Radio Chart | 8              |      |
| Escocia        | Scottish Singles Top 40      | 3              |      |
| Israel         | Media Forest                 | 1              |      |
| Irlanda        | Irish Singles Chart          | 26             |      |
| México         | Monitor Latino - Inglés      | 14             |      |
| Nueva Zelanda  | Recorded Music NZ            | 35             |      |
| Polonia        | Dance Top 50                 | 42             |      |
| Suiza          | Schweizer Hitparade          | 40             |      |
| Reino Unido    | UK Singles Chart             | 2              |      |
| Reino Unido    | UK Dance Chart               | 1              |      |
| Estados Unidos | Hot Dance/Electronic Songs   | 24             |      |

### Certificaciones
| País        | Organismo certificador | Certificación | Ventas certificadas | Ref.   |
| ----------- | ---------------------- | ------------- | ------------------- | ------ |
| Australia   | ARIA                   | Oro           | 35 000              | [ 20 ] |
| Reino Unido | BPI                    | Plata         | 200 000             | [ 21 ] |

#### Sucesión en listas
| Anterior: «Outside» de Calvin Harris con Ellie Goulding | UK Dance Chart — Sencillo Nro 1 29 de noviembre de 2014 — 20 de diciembre de 2014 | Siguiente: «Last All Night (Koala)» de Oliver Heldens con KStewart |
| Anterior: «Uptown Funk» de Mark Ronson con Bruno Mars   | Media Forest — Sencillo Nro 1 21 de diciembre de 2014 —                           | Siguiente: «Uptown Funk» de Mark Ronson con Bruno Mars             |

## Historial de lanzamiento
| Región      | Fecha                   | Formato          | Discográfica       |
| ----------- | ----------------------- | ---------------- | ------------------ |
| Reino Unido | 16 de noviembre de 2014 | Descarga digital | Warner Music Group |